# Jalyn Hall
Jalyn Hall es un actor estadounidense conocido por interpretar a Dillon James en All American y a Emmett Till en la película Till del 2022.

## Primeros años de vida
Hall nació y creció en Atlanta, Georgia .

## Carrera
En 2018, Hall fue elegido como Dillon James en la serie de televisión All American .
En 2021, cuando Hall audicionó para un papel en Till, no se le dijo que el proyecto era sobre Emmett Till hasta su segunda audición. En preparación para la filmación, Hall se reunió con los familiares de Till en Georgia antes de la filmación. La película se estrenó en octubre de 2022.

## Vida personal
La familia de Hall divide su tiempo entre Los Ángeles y Georgia .

## Filmografía
| Año  | Título                              | Rol                   | notas |
| ---- | ----------------------------------- | --------------------- | ----- |
| 2018 | La casa con un reloj en sus paredes | Devin                 |       |
| 2019 | Shaft                               | Niño de Harlem        |       |
| 2020 | John Henry                          | Deydey                |       |
| 2020 | Todo el día y una noche             | Jahkor joven          |       |
| 2020 | La aplicación que robó la Navidad   | Ben Rome              |       |
| 2021 | Space Jam: un nuevo legado          | Malik joven (13 años) |       |
| 2022 | Bruiser                             | Darious               |       |
| 2022 | Till                                | Emmett Till           |       |

| Año           | Título                            | Role             | notas         |
| ------------- | --------------------------------- | ---------------- | ------------- |
| 2017          | Star                              | Cotton de 6 años | 1 episodio    |
| 2017          | El patio                          | LeMichael        | 1 episodio    |
| 2017          | Cuentos                           | Kenny            | 1 episodio    |
| 2018          | Black-ish                         | Dre de 8 años    | 2 episodios   |
| 2018          | Atlanta                           | Shawn            | 1 episodio    |
| 2018          | NCIS: Los Ángeles                 | Derrick          | 1 episodio    |
| 2018          | Tiempo familiar                   | Theodore         | 1 episodio    |
| 2018-presente | All American                      | James Dillon     | Rol principal |
| 2021          | Sawyer Sharbino                   | Jalyn            | 1 episodio    |
| 2023          | The Tonight Show con Jimmy Fallon | Él mismo         | 1 episodio    |

## Premios y nominaciones
| Año  | Asociación                             | Categoría                | Trabajo | Resultado | ref.  |
| ---- | -------------------------------------- | ------------------------ | ------- | --------- | ----- |
| 2023 | Premios de la película Critics' Choice | Mejor actor/actriz joven | Till    | Nominado  | [ 4 ] |